# Flicker Down
Flicker Down ist ein Jazzalbum des Trios Waxwing, das Peggy Lee, Tony Wilson und Jon Bentley bilden. Die am 6. und 7. November 2019 im Demitone Studio, Vancouver, entstandenen Aufnahmen erschienen 2021 auf Songlines Recordings.

## Hintergrund
Bereits 2007 entstand das in Vancouver angesiedelten Kammerjazz-Trio Waxwing, das Konzerte mit seinen Eigenkompositionen in ganz Kanada aufgeführt hat und mehrfach auf dem Vancouver International Jazz Festifal spielte. Flicker Down ist bereits das dritte Album des Ensembles nach Escondido Dreams (Drip Audio, 2007) und A Bowl of Sixty Taxidermists (Songlines, 2015). Die Cellististin Peggy Lee spielte mit Jon Bentley (Saxophone, Tank Drum, Synthesizer, Perkussion) und Tony Wilson (E-Gitarre, Harmonika, Kalimba, Perkussion und Ektara). Bei drei Titeln verstärkte die Flötistin Miranda Clingwall das Trio Waxwing.

## Titelliste
- Waxwing: Flicker Down (Songlines Recordings SGL1633-2)[1]

1. Flicker Down 7:09
2. On This Day 2:59
3. Fweeo Walks By 1:06
4. Your Bet 3:25
5. Time Waited 1:02
6. A Day's Life 1:13
7. Montbretia Gates 1:50
8. Highway of Tears 3:49
9. Birds in Cages 0:45
10. Crossing Paths 4:25
11. Joe's Theme 8:08
12. Breathe 3:43
13. Invisible Something 2:13
14. Just Saying 3:10
15. Cloaks of Coax 1:02
16. Peace for Animeek 4:19
17. Chasing the End 2:04
18. Parasitic 2:52

Die Kompositionen stammen von Jon Bentley (Titel 17, 18), Peggy Lee (10, 12) und Tony Wilson (1, 2, 4, 6, 8, 11, 14).

## Rezeption
Nach Ansicht von Alberto Bazzurro, der das Album in der italienischen Ausgabe von All About Jazz rezensierte, ist die Musik elegant und zugleich stark, detailverliebt, aber auch loslassend, besinnlich, luftig, bisweilen sogar elegisch (insbesondere wenn das Cello der stets makellos spielenden Peggy Lee das Zepter übernehme). Des Weiteren werde alles variiert von sehr kurzen Stücken bis hin zu viel ausgedehnteren Lukubrationen (bis zu den acht Minuten von „Joe's Time“). Einzigartig werde das Album durch eine eher singuläre Instrumentalauswahl (und in jedem Fall variabel, da sowohl Jon Bentley als auch Tony Wilson sich nicht auf ihre Hauptinstrumente, d. h. Saxophone – hauptsächlich Tenor – und Gitarre) beschränken, was dem Album ganz ungewöhnliche Klangfarben verleihe.
Das Trio Waxwing wurde bei den Western Canadian Music Awards 2022 für Flicker Down als Instrumentalkünstler des Jahres nominiert.